# Ypreville (Angerville-la-Martel)
Ypreville is een gehucht in de Franse gemeente Angerville-la-Martel in het departement Seine-Maritime in Normandië. 
Het gehucht ligt in het noordwesten van de gemeente, anderhalve kilometer ten noordwesten van het dorpscentrum van Angerville. Het sluit aan op het gehucht Cliquemare in buurgemeente Sainte-Hélène-Bondeville.

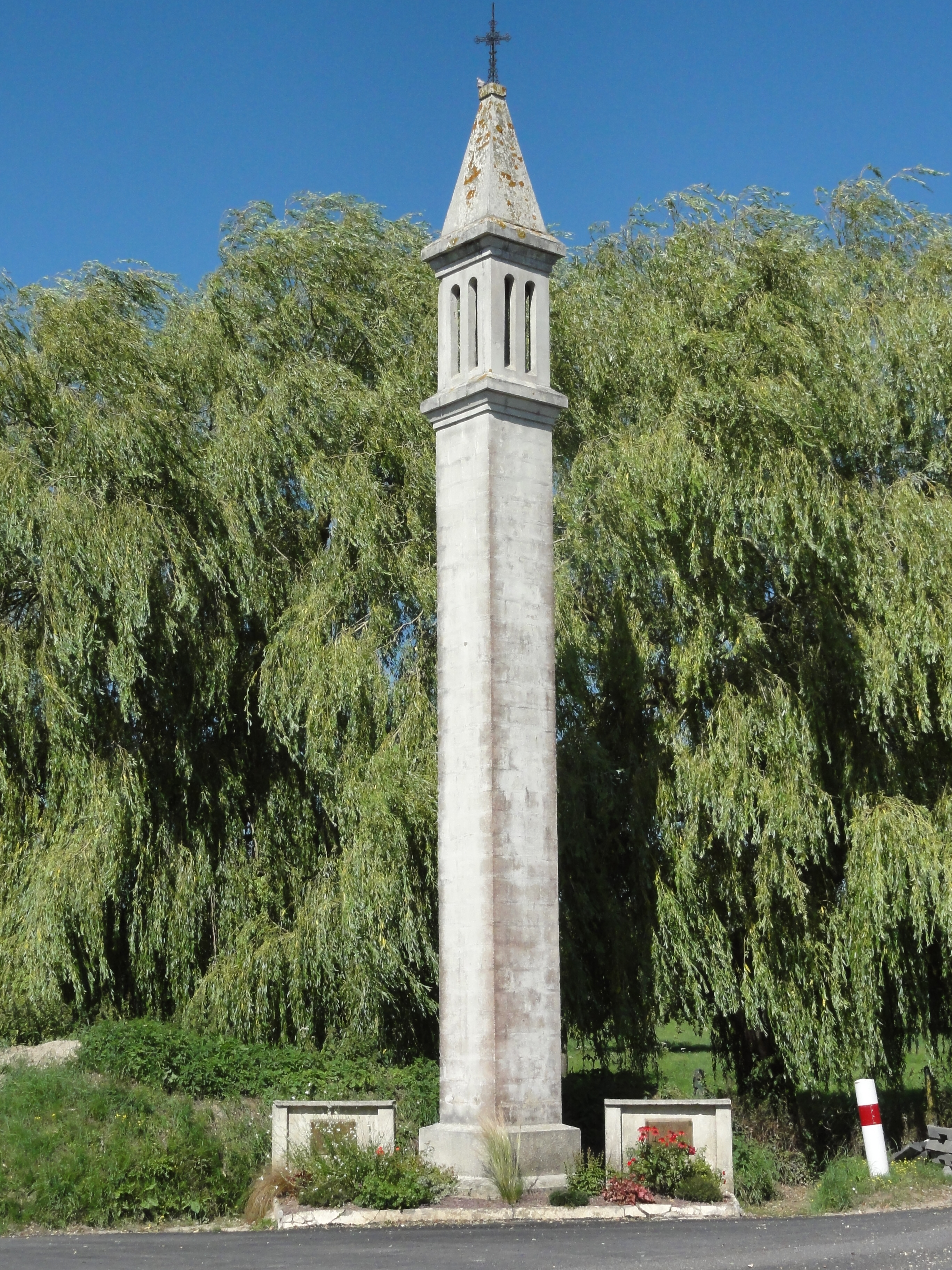
La Tour Lanterne, herdenkingsmonument

## Geschiedenis
Oude vermeldingen van de plaats gaan terug tot de 15de eeuw als Espreville. Épreville had een leprozerie en kapel, gewijd aan de Saints-Innocents. Op de 18de-eeuwse Cassinikaart is hier het plaatje Epreville aangeduid, met daarbij de Sts. Innocens.
Op het eind van het ancien régime eind 18de eeuw, toen de gemeenten werden gecreëerd, werd de plaats ondergebracht in de gemeente Angerville-la-Martel. De leprozerie werd na de Franse Revolutie verkocht als nationaal goed.
Op de Carte de l'état-major uit het midden van de 19de eeuw is het gehucht aangeduid als Ypreville, een spelling die ook daarna in gebruik bleef.

## Bezienswaardigheden
- De Tour lanterne of lantaarntoren, een monument opgericht ter herdenking aan de leprozerij

Angerville-la-Martel · Daubeuf · Limerville · Miquetot · Rue d'Angerville · Ypreville